# Jelovik (Bajina Bašta)
Jelovik (Servisch cyrillisch Јеловик) is een plaats in de Servische gemeente Bajina Bašta. De plaats telt 212 inwoners (2002).